# Woodroffe River
Woodroffe River är ett vattendrag i Australien. Det ligger i territoriet Northern Territory, omkring 1 300 kilometer sydost om territoriets huvudstad Darwin.
Omgivningarna runt Woodroffe River är i huvudsak ett öppet busklandskap. Trakten runt Woodroffe River är nära nog obefolkad, med mindre än två invånare per kvadratkilometer. Genomsnittlig årsnederbörd är 234 millimeter. Den regnigaste månaden är februari, med i genomsnitt 68 mm nederbörd, och den torraste är augusti, med 1 mm nederbörd.